# Felsőpáhok
Felsőpáhok là một thị trấn thuộc hạt Zala, Hungary. Thị trấn này có diện tích 7,27 km², dân số năm 2010 là 642 người, mật độ 88 người/km².